# Folkearth
Folkearth – międzynarodowy projekt muzyczny, skupiający muzyków grających folk, viking i pagan metal. Powstał w 2004 roku. W nagraniu pierwszej płyty wzięli udział muzycy z zespołów Dol Amroth (Grecja), Ravenclaw (Litwa), Forefather (Wielka Brytania), Eluveitie (Szwajcaria), Hrossharsgrani (Austria), Yggdrasil, Nae’blis, Broken Dagger i Trymheim (Szwecja). Zarejestrowano około 60 minut nagrań, jednak część materiału została utracona. Pozostałe 40 minut wydano na płycie „A Nordic Poem”.
W produkcji drugiej płyty dołączyli członkowie Van Langen, Thiasos Dionysos (Niemcy), Hildr Valkyrie (Grecja), Death Army (Włochy), The Soil Bleeds Black, Moonroot (USA).
Aktualnie w projekcie bierze udział ponad 30 muzyków.

## Dyskografia
- A Nordic Poem (2004)
- By the Sword of My Father (2006)
- Drakkars In The Mist (2007)
- Father of Victory (2008)
- Songs of Yore (2008)
- Fatherland (2008)
- Rulers of the Sea (2009)
- Viking's Anthem (2010)
- Sons of the North (2011)
- Minstrels by the River (2011)
- Valhalla Ascendant (2012)